# Quận Mohave, Arizona
Quận Mohave là một quận nằm ở góc tây bắc tiểu bang Arizona, Hoa Kỳ. Theo điều tra dân số năm 2010 của Cục điều tra dân số Hoa Kỳ, quận có dân số 200.186 người 2, tăng 45.154 người so với điều tra năm 2010 là 155.032 người. Quận lỵ đóng ở Kingman6 còn thành phố lớn nhất là Lake Havasu City.

## Địa lý
Theo Cục điều tra dân số Hoa Kỳ, quận có tổng diện tích km2, trong đó có km2 là diện tích mặt nước.